# Bygoor, Chikmagalur
Bygoor là một làng thuộc tehsil Chikmagalur, huyện Chikmagalur, bang Karnataka, Ấn Độ.